# スパン (単位)
1. シャフトメント (Shaftment)
2. ハンド (Hand)
3. パーム (Palm)
4. スパン (Span)
5. フィンガー (Finger)
6. ディジット (Digit)

スパン（span）は人間の手を基準とした長さの単位で、親指の先から小指の先の長さに当たる。古代は、1/2キュビットとされた。
1スパン

　　=9インチ

　　=0.2286メートル
スラヴ語派では、スパンに対応するのはpiadであり、この長さは親指の先から人差し指の先までとなる。
1 piad

　　=4 vershok

　　=7インチ

　　=0.1778メートル
スワヒリ語では、futuriと等価である。
ヒンディー語、ウルドゥー語やインド及びパキスタンのその他の言語では、bālisht (Urdu: بالشت, Hindi: बालिश्त)と呼ばれる非公式の単位である。